# Leichtathletik-Weltmeisterschaften 2019/Teilnehmer (Burkina Faso)
| Gelbes Symbol für Goldmedaillen mit stilisierten Olympischen Ringen | Graues Symbol für Silbermedaillen mit stilisierten Olympischen Ringen | Braundes Symbol für Bronzemedaillen mit stilisierten Olympischen Ringen |
| ------------------------------------------------------------------- | --------------------------------------------------------------------- | ----------------------------------------------------------------------- |
| —                                                                   | —                                                                     | 1                                                                       |

Der Leichtathletikverband von Burkina Faso nahm an den Leichtathletik-Weltmeisterschaften 2019 in Doha teilnehmen. Drei Athletinnen und Athleten wurden vom burkina-fasoschen Verband nominiert.

## Ergebnisse

### Frauen

#### Siebenkampf
| Athletin     | Disziplin | 100 m Hürden | Hochsprung | Kugelstoßen | 200 m   | Weitsprung | Speerwurf | 800 m | Punkte | Platz |
| ------------ | --------- | ------------ | ---------- | ----------- | ------- | ---------- | --------- | ----- | ------ | ----- |
| Marthe Koala | Ergebnis  | 13,05 s NR   | 1,74 m     | 13,28 m SB  | 24,29 s | 6,44 m     | 37,59 m   | DNS   | DNF    | DNF   |
| Marthe Koala | Punkte    | 1117         | 903        | 746         | 953     | 988        | 621       | DNS   | DNF    | DNF   |

### Männer

#### Laufdisziplinen
| Athlet            | Disziplin    | Vorlauf | Vorlauf | Halbfinale | Halbfinale | Finale | Finale |
| Athlet            | Disziplin    | Zeit    | Platz   | Zeit       | Platz      | Zeit   | Platz  |
| ----------------- | ------------ | ------- | ------- | ---------- | ---------- | ------ | ------ |
| Bienvenu Sawadogo | 400 m Hürden | DSQ V   | DSQ V   | –          | –          | –      | –      |

#### Sprung/Wurf
| Athlet               | Disziplin  | Qualifikation | Qualifikation | Finale     | Finale |
| Athlet               | Disziplin  | Weite/Höhe    | Platz         | Weite/Höhe | Platz  |
| -------------------- | ---------- | ------------- | ------------- | ---------- | ------ |
| Hugues Fabrice Zango | Dreisprung | 17,17 m       | 2             | 17,66 m AR | Bronze |